# Store sibiriske ismarch
Den store sibiriske ismarch (ru: Великий Сибирский Ледяной поход) er betegnelsen for den retræte, som Vladimir Kappels hvide hærenheder under den russiske borgerkrig foretog i januar-februar 1920. 
Efter at Admiral Koltjaks hær opgav Tomsk og Omsk og flygtede mod øst langs den transsibiriske jernbane, gjorde den ophold ved Bajkalsøens bredder nær Irkutsk. Med den røde hær lige i hælene måtte den hvide hær flygte sydover mod Kina over den frosne Bajkalsø i hårdt frostvejr. Omkring 30.000 soldater, deres familier og løsøre, såvel som zarens guld, kom over søen til Transbajkal.
Med den arktiske vind blæsende uhindret over søen, frøs mange ihjel. Ligene forblev på den frosne sø til forårets komme, hvor de forsvandt ned i søens kilometerdybe vand.